# ŠKF Žilina
Der ŠKF Žilina ist ein slowakischer Frauenfußballverein aus Žilina.
ŠKF Žilina wurde am 17. November 1991 gegründet. Er spielt seit 2001 ununterbrochen in der höchsten slowakischen Frauenliga der I Liga Ženy mit, konnte aber bisher keine Titel gewinnen. Dennoch nahm man 2001/02 an der UEFA Women’s Cup teil, wo sie aber alle drei Gruppenspiele deutlich verloren und ausschieden. Der Verein wurde von 2010 bis 2013 Jahre vom Fitness Unternehmen Žirafa gesponsert und trug in dieser Zeit den Vereinsnamen ŠKF Žirafa Žilina . Seit 2013 ist der Sponsor und Namensgeber erneut die Hotelkette VIX, welche auch Namensgeber (ŠKF VIX Žilina) ist. Bereits von 1999 bis 2006 trug man den Sponsornamen ŠKF VIX Žilina.
|                          |          |                         |      |  |  |
| UEFA Women’s Cup 2001/02 | Gruppe 2 | AO Kavala               | 1:2  |  |  |
|                          | Gruppe 2 | VV Ter Leede Sassenheim | 0:1  |  |  |
|                          | Gruppe 2 | Rjasan WDW              | 0:13 |  |  |